# باتريشيا وود
باتريشيا وود (بالإنجليزية: Patricia Wood)‏ (1953) هي روائية أمريكية.